# Andrei Bushkov
Andrei Bushkov (né le 13 octobre 1969 à Otradnoïe en Russie), est un patineur artistique russe qui patinait en couple avec Marina Eltsova. Il a d'abord patiné pour l'Union soviétique jusqu'en 1992, puis pour la Russie. Avec sa partenaire il est devenu champion du monde de la catégorie des couples en 1996, titre obtenu à Edmonton.

## Biographie

### Carrière sportive
Né en 1969 dans la banlieue de Saint-Pétersbourg, qui s'appelait encore Léningrad à l'époque, Andrei Bushkov commence le patinage artistique à l'âge de 8 ans. Il a été entraîné successivement par Andrei Suraikin, Igor Moskvitch jusqu'en 1993, et Natalia Pavlova.
Il a d'abord patiné au niveau international avec Yulia Liashenko avec laquelle il a obtenu une médaille de bronze aux mondiaux junior de 1988 à Brisbane en Australie. À l'époque le couple patinait pour l'Union soviétique.
À partir de 1990, il patine avec Marina Eltsova avec qui il monte sur de nombreux podiums. Il participe aux deux derniers championnats d'Union soviétique, puis à partir de 1993 aux championnats de Russie. La médaille d'argent aux championnats de Russie en 1993 leur ouvre les portes de leurs premiers grands championnats internationaux. Ils vont alors devenir entre les années 1993 et 1998, triple champion de Russie (1995-1997-1998), double champion d'Europe (1993-1997) et surtout champion du monde en mars 1996 à Edmonton qui marque l'apogée de leur carrière sportive. Ils sont sélectionnés par leur fédération pour participer aux Jeux olympiques d'hiver de 1998 à Nagano. Néanmoins, ils ne réussissent pas à réitérer leurs exploits des années passées et terminent à la septième place. Pour leurs derniers championnats du monde de 1998 à Minneapolis, le couple doit déclarer forfait à la suite de la casse de la lame d'un patin d'Andrei Bushkov.
Le couple souhaite poursuivre leur carrière, mais une quatrième place aux championnats de Russie 1999 les exclut des grands championnats internationaux. Ils prennent alors rapidement la décision de quitter le monde du patinage amateur et de commencer une carrière de patineurs professionnels.

### Reconversion
Devenu professionnel, le couple fait quelques apparitions dans des galas mais décide très vite de se séparer dès l'année suivante en 2000.
Andrei Buschkow a obtenu sa licence d'entraîneur à l'Académie de Sports de Saint-Pétersbourg. Il est aujourd'hui entraîneur à Lake Arrowhead dans l'État de Californie aux États-Unis.

## Palmarès
Avec 2 partenaires:
- Yulia Liashenko (1 saison : 1987-1988)
- Marina Eltsova (8 saisons : 1990-1998)

| Compétition                     | 1988    |  | 1989    | 1990    | 1991    | 1992    | 1993    | 1994    | 1995    | 1996    | 1997    | 1998    | 1999    |  |
| Jeux olympiques d'hiver         |         |  |         |         |         |         |         |         |         |         |         | 7e      |         |  |
| Championnats du monde           |         |  |         |         |         |         | 6e      | 3e      | 4e      | 1er     | 2e      | 6e      |         |  |
| Championnats d’Europe           |         |  |         |         |         |         | 1er     |         | 4e      | 4e      | 1er     | F       |         |  |
| Championnats d'Union soviétique |         |  |         |         | 4e      | 3e      |         |         |         |         |         |         |         |  |
| Championnats de Russie          |         |  |         |         |         |         | 2e      | 4e      | 1er     | 2e      | 1er     | 1er     | 4e      |  |
| Championnats du monde juniors   | 3e      |  |         |         |         |         |         |         |         |         |         |         |         |  |
|                                 |         |  |         |         |         |         |         |         |         |         |         |         |         |  |
| Grand Prix ISU                  | 1987/88 |  | 1988/89 | 1989/90 | 1990/91 | 1991/92 | 1992/93 | 1993/94 | 1994/95 | 1995/96 | 1996/97 | 1997/98 | 1998/99 |  |
| Finale du Grand Prix            |         |  |         |         |         |         |         |         |         | 2e      | 3e      |         |         |  |
| Skate America                   |         |  |         |         | 1er     |         | 1er     |         | 1er     | 1er     |         | 1er     |         |  |
| Skate Canada                    |         |  |         |         |         | 3e      |         |         |         |         | 2e      |         |         |  |
| Coupe d'Allemagne               |         |  |         |         |         |         |         |         |         | 1er     | 2e      |         |         |  |
| Trophée de France               |         |  |         |         |         |         |         | 2e      | 1er     |         |         |         | 3e      |  |
| Coupe de Russie                 |         |  |         |         |         |         |         |         |         |         | 2e      | 1er     | 5e      |  |
| Trophée NHK                     |         |  |         |         | 4e      | 3e      | 2e      |         | 1er     |         |         |         |         |  |
| Légende : F = Forfait           |         |  |         |         |         |         |         |         |         |         |         |         |         |  |